# École lacanienne de psychanalyse
La École lacanienne de psychanalyse es una escuela lacaniana de psicoanálisis fundada en 1985 por algunos de los discípulos de Jacques Lacan reunidos en torno a la revista Littoral. 

## Historia
La École lacanienne de psychanalyse se creó a partir de un movimiento tanto de aprobación como de rechazo. Por una parte, la aprobación de la disolución de la École Freudienne de Paris, creada por Jacques Lacan en 1964 y disuelta en 1980; por otra parte, el rechazo explícito al gesto de Lacan, quien destinó a sus alumnos a una escuela no distinguida de una parte de su familia, especialmente de su yerno Jacques-Alain Miller.
El impulso fue dado por los miembros agrupados alrededor de la revista Littoral (fundada en 1981) entre los que se encontraban Jean Allouch, Philippe Julien, Guy Le Gaufey, Erik Porge y Mayette Viltard. El interés de este grupo estuvo puesto en el último periodo de seminarios de Lacan, más cercanos al nudo borromeo que al matema lacaniano, y evidenciado desde sus inicios un trabajo serio.
Las limitaciones implicadas en una publicación hicieron que desde 1984 se encarara un lugar de transmisión que fuese una escuela. Su fundación tuvo lugar el 17 de noviembre de 1985, contando en un inicio con 45 miembros. Ya desde sus orígenes la École lacanienne de psychanalyse contó con algunos de sus miembros en América Latina. 
Hoy la escuela cuenta con 180 miembros, radicados en Francia, Argentina, México, Costa Rica y Uruguay. De ahí procede un bilingüismo que se encuentra presente tanto en sus publicaciones como en sus diversas actividades.

## Transmisión del psicoanálisis
Desde sus inicios la École lacanienne de psychanalyse hizo una apuesta sobre el estilo de sus trabajos, rechazando la vertiente de un freudo-lacanismo. Razón por la cual en sus producciones se intensificaron las traducciones de las obras de Sigmund Freud,  al mismo tiempo que, desde sus primeros números, la revista Littoral lanzaba un estilo poco corriente hasta entonces: el de los "estudios lacanianos", multiplicando los artículos que trataban en detalle, puntualmente y de manera crítica numerosos aspectos de la enseñanza de Lacan, del establecimiento de sus seminarios y, especialmente, enfocando las cuestiones topológicas.
A diferencia de otras agrupaciones e instituciones psicoanalíticas, la École lacanienne de psychanalyse no cuenta con un programa de formación de psicoanalistas. Las diversas actividades de enseñanza, seminarios, talleres de lectura y cártels propuestos no poseen forma institucionalizada de trabajo interno en la escuela que no sea el que tal o cual miembro decide iniciar.

## Publicaciones
La École lacanienne de psychanalyse cuenta con varias publicaciones (revistas y editoriales) radicadas en Francia, México, Argentina, Costa Rica y Uruguay.
Epel. Fundada en 1990, es una editorial que publica libros que atañen al campo freudiano: monografías clínicas, revistas y ensayos críticos, instrumentos de lectura, estudios psicoanalíticos; y también trabajos correspondientes a campos conexos como etnología, literatura, historia, psiquiatría y filosofía. Su colección “Los grandes clásicos de la erotología moderna” la ha convertido en el principal editor en Francia de los trabajos que atañen a los estudios gays y lesbianos.
L'Unebévue. Originalmente fue una revista creada en 1992 en Paris, la cual se ha separado de la editorial Epel para convertirse en una editorial que publica la revista L'Unebévue así como la colección Cahiers de l'Unebévue.
Epeele. La Editorial psicoanalítica de la letra (Epeele) es una casa editorial con sede en la Ciudad de México. Fue creada en 1991 con el objetivo de difundir en castellano los efectos surgidos de la enseñanza de Jacques Lacan, y promover, a través de sus publicaciones, una lectura crítica de sus escritos y seminarios. Epeele publica monografías clínicas, obras de difícil acceso de algunos pioneros del psicoanálisis y textos de otras disciplinas aferentes a los trabajos de Lacan y Freud.
Me cayó el veinte.  Una revista y editorial que aparece en el año 2000 con sede en la Ciudad de México. Cada revista bianual se acompaña de un libro de la colección TEXTOS DE, cuyo carácter literario resulta aferente a cada número publicado. Además, la editorial cuenta con las colecciones TA EROTIKÁ, grapas y grapas+. Entre sus publicaciones se encuentran trabajos sobre psicoanálisis, erotología, literatura, ensayo filosófico, obras de teatro, entre otros temas. 
Litoral editores. Se trata de la tercera etapa de la revista litoral en español. En esta nueva etapa de la revista litoral, editada en la Ciudad de México, se publican textos originales en castellano. Asimismo, Litoral Editores publica libros en formato papel y electrónico, y apoya con documentos la lectura crítica de Lacan. 
Opacidades. Una revista de psicoanálisis que se conformó alrededor del año 2000 en Buenos Aires. 
Ediciones Literales. Surgida en la ciudad de Córdoba. Publica títulos originales así como traducciones al castellano.
Ñácate. Es una revista de psicoanálisis publicada en Montevideo, Uruguay. 
Artefactos. Una revista de psicoanálisis publicada en Buenos Aires, Argentina.
JOPARa. Una gaceta digital de la école lacanienne de psychanalyse que propone abordar el psicoanálisis en sus lazos con la cultura local paraguaya. Un psicoanálisis situado en relación a las lenguas, así como las problemáticas de esta región que lo convocan. La propuesta es posibilitar una vía de producción de textos, lecturas y discusión de los cruces que habilite este espacio; conjugando publicaciones, anuncios, reseñas y recomendaciones de actividades, películas, exposiciones, artículos, libros.